# Fionie (amt)
Cet article concerne l'amt. Pour l'île, voir Fionie.
L'amt de Fionie était un des amter du Danemark (département).

## Géographie
L'amt de Fionie est composé des îles de Fionie, Ærø, Langeland et d'environ 90 autres îles. Il a été créé en 1970 par l'unification des anciens amter d'Odense et de Svendborg.

## Liste des communes
L'amt de Fionie est composé des communes suivantes :
| - Assens - Bogense - Broby - Egebjerg - Ejby - Faaborg - Glamsbjerg - Gudme - Haarby - Kerteminde - Langeskov - Marstal - Middelfart - Munkebo - Nyborg - Nørre Aaby | - Odense - Otterup - Ringe - Rudkøbing - Ryslinge - Svendborg - Sydlangelands - Søndersø - Tommerup - Tranekær - Ullerslev - Vissenbjerg - Ærøskøbing - Ørbæk - Årslev - Aarup |